# Ругоев, Яакко Васильевич

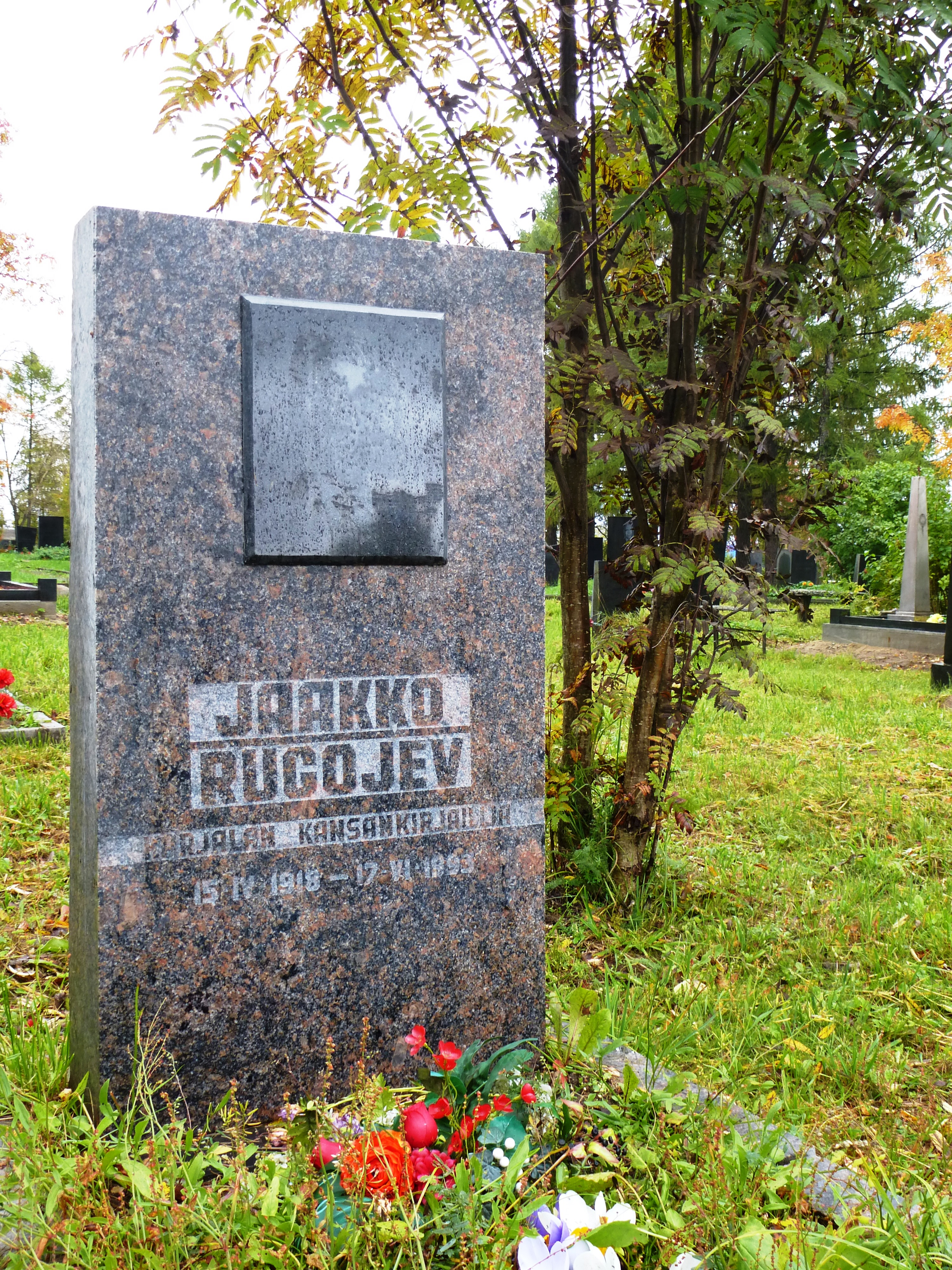
Памятник Я. В. Ругоеву на Сулажгорском кладбище.

Я́акко Васи́льевич Ру́гоев (или Яков Васильевич Ругоев, фин. Jaakko Rugojev; 15 апреля 1918, дер. Суоярви, Кемский уезд, Архангельская губерния — 17 июня 1993, Петрозаводск, Республика Карелия, Россия) — карельский советский писатель, поэт и прозаик. Заслуженный работник культуры РСФСР (1974). Народный писатель Республики Карелия (1992).

## Биография

### Юность
Яакко Ругоев родился 15 апреля 1918 года в деревне Суоярви Калевальского (Ухтинского) района, входившей в состав Костомукшского гнезда деревень.
Яакко учился сначала в родной Костомукше, потом в Ухте. В Ухтинской школе почти одновременно вместе с Яакко учились трое других будущих писателей — Пекка Пертту, Николай Гиппиев (Лайне), Ортьё Степанов. Преподавали в школе замечательные учителя, такие как Матти Пирхонен, Аатами Росси, Илмари Тойкка. Пирхонен преподавал финский язык и литературу. Под руководством Росси ученики делали в школьных мастерских всевозможные изделия от скрипок до лодок. Яакко первым сделал скрипку, и после войны на ней играли даже в симфоническом оркестре.
Печататься Ругоев стал примерно с шестнадцати лет, ещё школьником. Его очерки, корреспонденции и стихи публиковались в журналах и сборниках, издававшихся на финском языке в Петрозаводске и Ленинграде.
После школы Яакко поступил на литературный факультет открытого в 1934 году в Петрозаводске Карельского учительского института, главной задачей которого была скорейшая подготовка преподавательских кадров для школ-семилеток. Учёбу он сочетал с работой литературного сотрудника республиканских газет.

### Годы войны
С первых дней Великой Отечественной войны Ругоев стремился на фронт. Сначала он записался добровольцем в истребительный батальон «Боевое знамя», который был сформирован 27 июля 1941 года в Калевальском районе. В феврале 1942 года батальон был влит в отряд «Красный партизан», действовавший в родных краях Яакко. Ругоев дважды был ранен.
На войне он продолжал писать, отправлял очерки, стихи и рассказы в республиканские газеты. В 1943 году вступил в КПСС, был назначен военным корреспондентом газеты Totuus («Правда»). В этом же году вышла его первая книга, сборник партизанских рассказов и очерков Kosto («Месть»). В 1944 году принят в Союз писателей СССР.

### Послевоенные годы
После войны в качестве корреспондента Яков Васильевич участвовал в судебном процессе над военными преступниками, который состоялся в Хельсинки.
После войны один за другим выходят поэтические сборники Яакко Ругоева. Он участвовал в возобновлении издания литературного журнала «Punalippu» и всегда оставался его автором, дважды избирался руководителем Союза писателей Карелии.
К 1953 году Яакко Ругоев перевёл на финский язык «Слово о полку Игореве».
Умер Яакко Васильевич Ругоев 17 июня 1993 года, похоронен на мемориальном Сулажгорском кладбище Петрозаводска.

## Сочинения
- «Месть», (1943)
- «Огни Марикоски», пьеса, (1947/1948)
- «На можжевелевой земле», (1964)
- «Тростниковый берег», роман, (1974)
- «Большой Симон», (1975)
- «Пекка и Анья», повесть, (1975)
- «Мои карельские корни», (1982)
- «Сказание о карелах», эпическая дилогия в стихах
- «Озера», поэма
- «Оленеводы», поэма
- «Полк майора Валли», роман
- документальные исторические очерки, позже объединенные в увесистый сборник «Прокладывая пути».
- роман на финском языке «Яакко и Васселей. Лесная карельская молодость» вышел в 1997 году в Петрозаводске под редакцией финского писателя Маркку Ниеминена после смерти Ругоева

Пьеса «Огни Марикоски» была поставлена  на сцене Финского драматического театра в Петрозаводске. Стихи и проза Ругоева неоднократно издавались в центральных издательствах России, переводились на иностранные языки.

## Переводы
«Слово о полку Игореве», стихи Н. А. Некрасова, Тараса Шевченко, В. Маяковского, К. Симонова, других известных поэтов. В частности Расула Гамзатова, Мирзо Турсун-заде, беларусов Максима Танка и Пимена Панченко, марийца Сергея Чавайна. Стихи и рассказы самого Якова Васильевича переведены на русский язык, на иностранные языки и языки народов бывшего СССР.

## Награды и звания
- орден Октябрьской Революции (14.04.1988)
- Орден Отечественной войны 1-й степени (11.03.1985)
- орден Трудового Красного Знамени (29.04.1968)
- орден Дружбы народов (14.04.1978)
- орден Красной Звезды (19.10.1942)
- два ордена «Знак Почёта» (29.10.1951[6] и 22.09.1959)
- медали
- Заслуженный работник культуры РСФСР (02.12.1974)
- Народный писатель Республики Карелия (1992)
- Заслуженный работник культуры Карельской АССР
- Лауреат Государственной премии Карельской АССР в области литературы и искусства (1975)
- Лауреат журналистской премии имени К. С. Еремеева (1967)

## Память

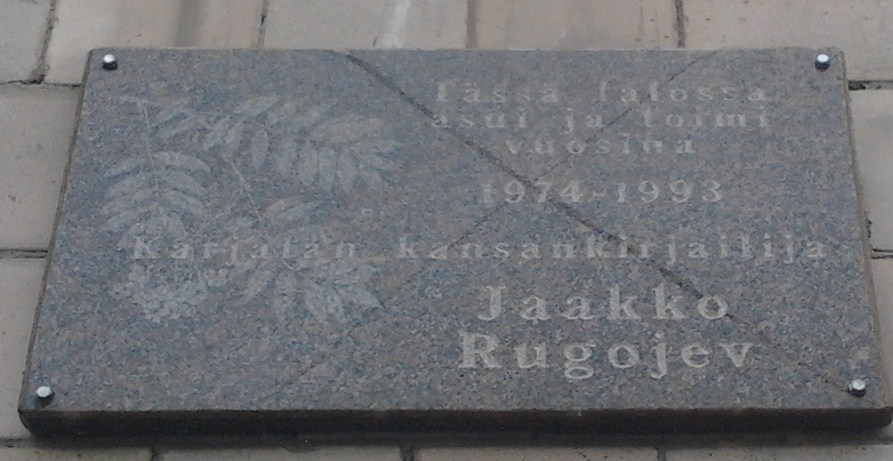
Мемориальная доска

- В 1997 году в Республике Карелия учреждена именная стипендия Яакко Ругоева. Она присуждается литературно одаренным студентам и аспирантам вузов республики — авторам произведений на финском, вепсском и карельском языках. Средства на это выделяются из республиканского бюджета. Размер стипендии — 15 тысяч рублей[7].

- Родовой дом Ругоева был сожжен в годы Великой Отечественной войны. На его месте осталась каменная печь, где 2 августа 2008 года (к 90-летию со дня рождения) была установлена памятная доска «На этом месте стоял дом Я. Ругоева»[8].

- В Петрозаводске на доме № 11 по проспекту Ленина, в котором с 1974 года и до последних дней жил и работал Яакко Ругоев, установлена мемориальная доска[9].